# Aşağıkartal, Tepebaşı
Aşağıkartal là một xã thuộc huyện Tepebaşı, tỉnh Eskişehir, Thổ Nhĩ Kỳ. Dân số thời điểm năm 2011 là 48 người.